# Дудинка (порт)
Порт Дудинка — арктический морской порт федерального значения на трассе Северного морского пути, расположенный на правом берегу реки Енисея в устье притока реки Дудинки.
Является единственным в мире морским портом, чьи причалы затапливаются во время весеннего половодья.
Эксплуатируется одновременно как морской и речной порт. В 2012 году получил статус международного.

## История
Возведение порта было начато в 1935 году для снабжения строящегося Норильского горно-металлургического комбината. В 1936 году были готовы следующие сооружения: 40 погонных метров ряжевого причала, внутрипортовый железнодорожный путь, причалы и навесы для хранения грузов. В навигацию того же года вручную было выгружено более 50 тысяч тонн груза. К 1938 году на территории порта появилась развитая сеть железнодорожных путей протяжённостью 37 км. В 1939 году был сооружён угольный причал, портофлот в том же году насчитывал 6 катеров, буксирных пароходов и двух барж. С 1978 года с появлением ледоколов с малой осадкой, способных заходить в Енисей, Дудинский порт стал круглогодичным.

## Описание порта
Дудинский порт принимает технологические, навалочные, лесные, промышленно-продовольственные, генеральные грузы, нефтепродукты. Вывозится медь, никель, кобальт, селен, теллур, сера, уголь, металлолом, медно-никелевая руда. Порт связан речным путём по Енисею с портами Красноярска, Лесосибирска, Абакана.

### Гидрологические особенности

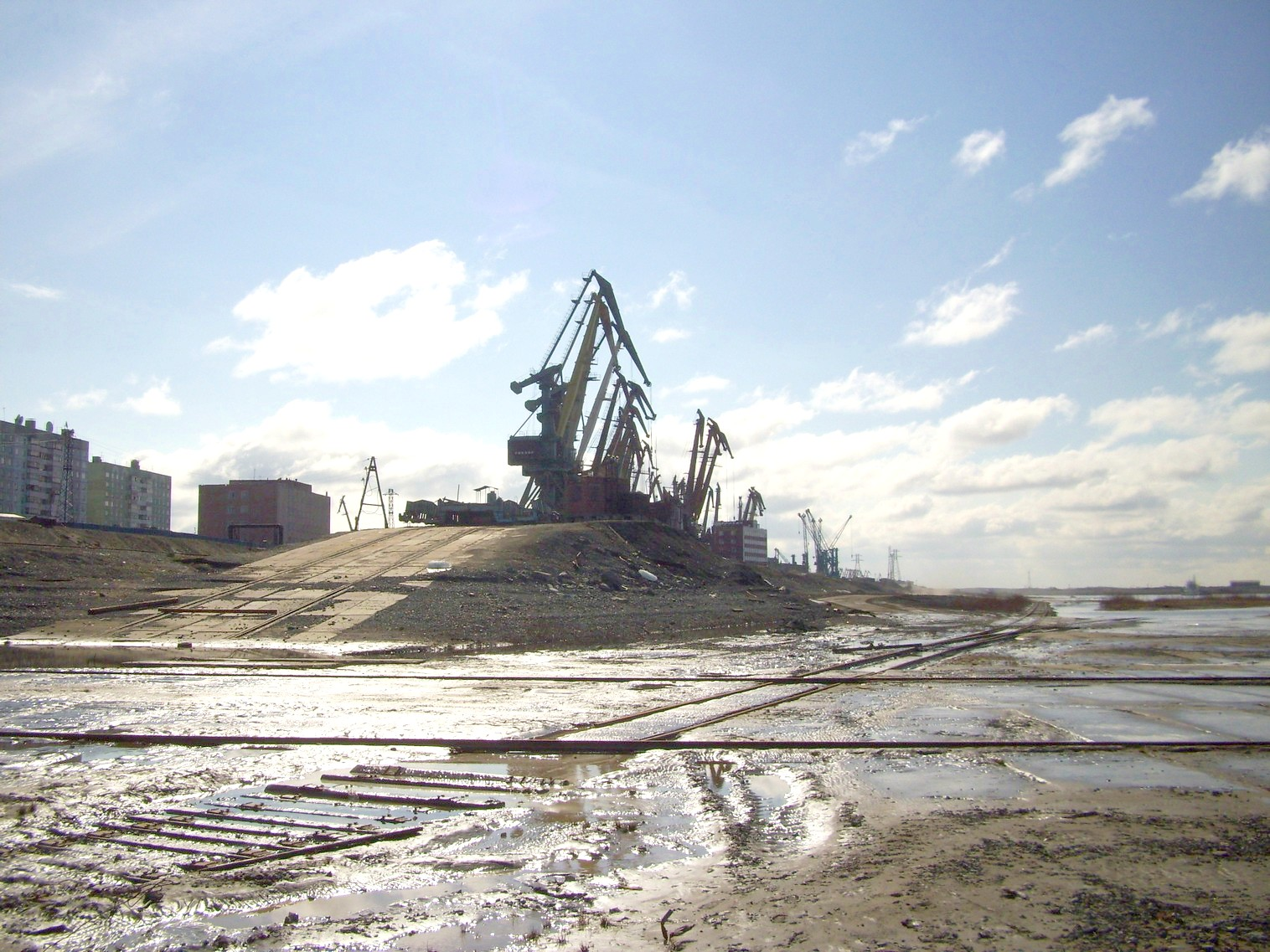
Портовые краны поднятые на дамбу на время половодья (июнь 2010)

Каждый год во время весеннего половодья происходит полная эвакуация техники и грузов на незатопляемую отметку 20 м. Пик паводка приходится в среднем на 7 июня, во время ледохода. Основные морские причалы порта на восьмиметровой отметке освобождаются от воды к 1 июля. На косе сооружена ледозащитная дамба для обеспечения безопасности инфраструктуры порта.

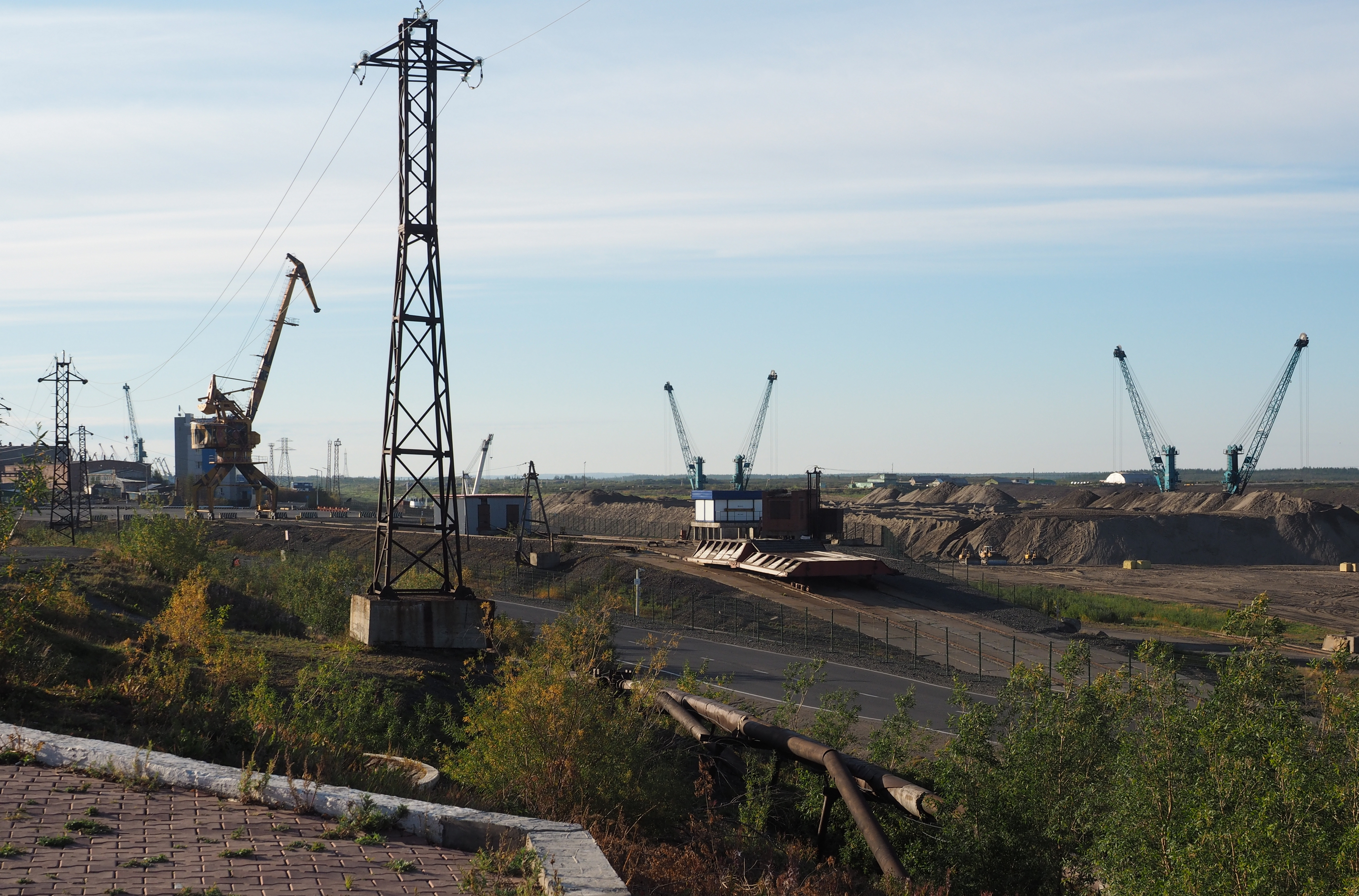
Слип с лебёдкой для подъёма кранов на насыпь (2020)

Летняя навигация составляет 130 дней, с июня по октябрь. Зимняя навигация обеспечивается проводкой транспортных судов ледокольным флотом.

### Пассажирская инфраструктура
Действует транспортная линия Красноярск — Дудинка. Пассажирский причал находится на северном конце порта, к нему ведёт грунтовая дорога.

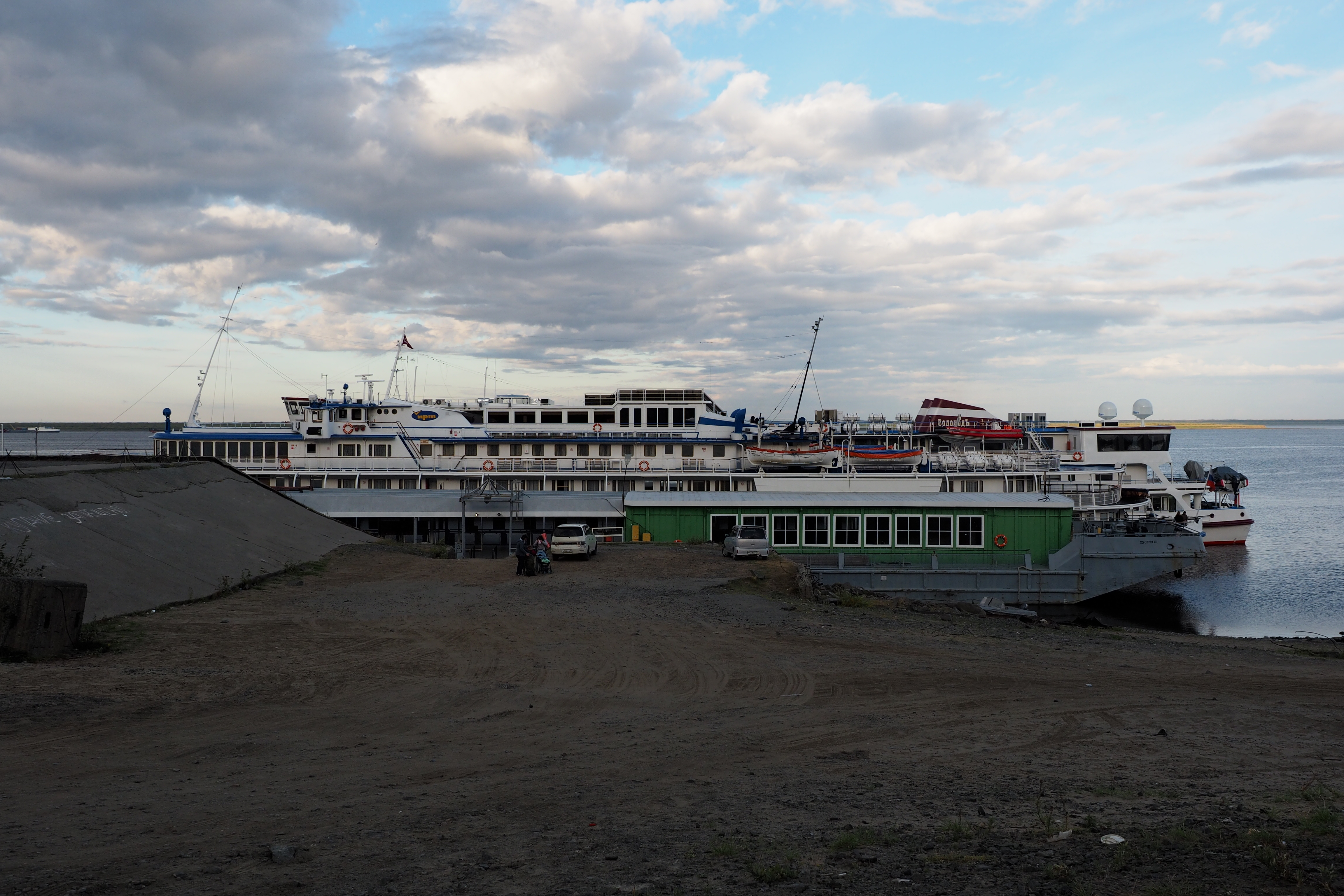
Пассажирский причал в порту Дудинка (2020)

Сохранено заколоченное советское здание пассажирского речного вокзала, перед ним сейчас грузовой район.

Речной вокзал

### Производственная инфраструктура

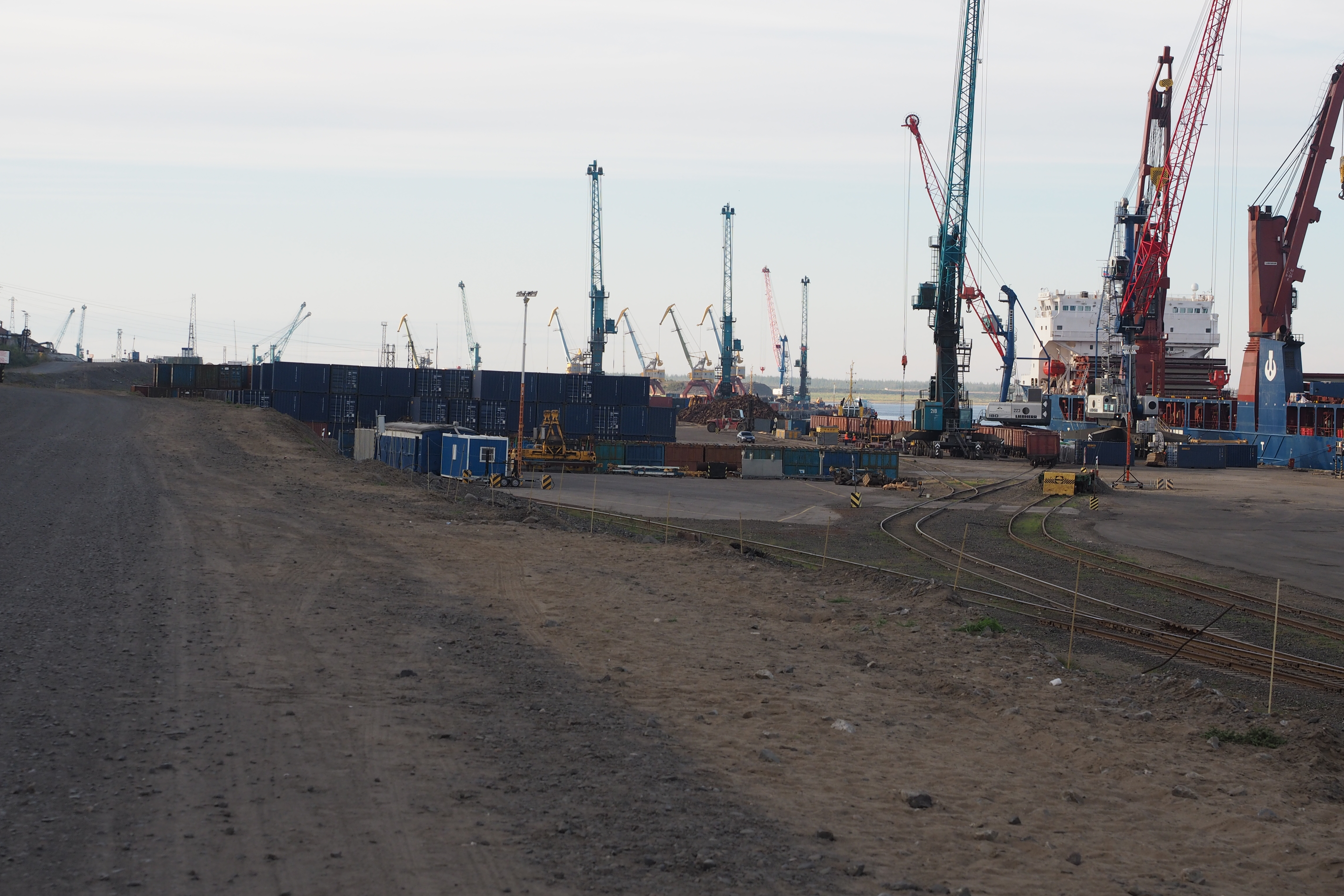
Вид на грузовой порт с севера (2020)

Грузовой причальный фронт состоит из 23 речных и 9 морских причалов, в том числе причал спец. грузов, расположенный в устьевой части реки Дудинка и 8 причалов высокой воды, затапливаемые от 14 м. Глубины причалов составляют от 8 до 12 м и позволяют принимать суда грузоподъёмностью до 17 тыс. тонн. Нефтепричал расположен ниже морских причалов на 900 м по течению Енисея, ёмкость резервуаров для нефтепродуктов составляет 180 тыс. м³. Причалы лесобиржи не оборудованы. Порт располагает открытыми складами площадью 285 тыс.кв.м.
| Наименование ПРМ            | Грузоподъемность, тонн | Количество, ед |
| --------------------------- | ---------------------- | -------------- |
| Портальные краны            | от 5 до 40             | 112            |
| Автокраны (КАТО), (Либхер)  | от 30 до 75            | 5              |
| КС-3577 МАЗ-5337 (колёсный) | 12,5                   | 3              |
| Ж/д краны                   | От 80 до 125           | 2              |
| Автопогрузчики «Кальмар»    | От 32 до 42            | 6              |
| Автопогрузчики «Кальмар»    | 15                     | 8              |
| Автопогрузчики «Кальмар»    | 6                      | 9              |
| Автопогрузчики «Каматцу»    | 1,5                    | 9              |
| Автопогрузчики 40814        | 5                      | 9              |
| Плавкраны: «Севастополец»   | 140                    | 1              |
| № 88, 150, 169, 154         | 16                     | 4              |

### Система безопасности
В 2012 году порт Дудинка был оснащён мобильным комплексом охранной сигнализации, который создаёт барьер, через который на стоянку атомоходов не могут проникнуть посторонние суда и подводные аппараты. Работоспособность системы обеспечивается гидроакустической и сейсмической станциями обнаружения нарушителей, мобильным комплексом физической защиты периметра, СВП «Марс-2000» и быстроходным катером «Стриж-4».

## Терминалы
Общее количество причалов — 9.
Основные операторы морских терминалов:
- ГМК «Норильский никель» (Заполярный транспортный филиал) — 8 (перегрузочный терминал)
- Таймырская топливная компания (Дудинская нефтебаза[7])  — 1 (нефтяной терминал)